# 林森 (導演)
林森（Lam Sum，1985年7月12日—），香港電影導演，代表作有《少年》、《窄路微塵》等。。

## 簡歷
林森生於香港，畢業於香港演藝學院電影電視學院導演系。
影像作品多以社會議題為主，初期作品包括紀錄片《人在皇后》（2007）、《夜以作日》（2009）等。
林森於2017年參加「mm2新晉導演計劃」贏得大獎，繼而獲得電影公司長片合約。
2020年與任俠合拍了反修例題材電影《少年》，獲得第58屆金馬獎最佳新導演和最佳剪輯兩項提名。
2022年發表了劇情長片《窄路微塵》，他獲得第29屆香港電影評論學會大獎最佳導演殊榮，以及第41屆香港電影金像獎新晉導演與最佳導演兩項提名。
2022年暑假，林森和家人移居英國。被問及下一套戲會拍什麼時，他毫不猶豫地說依然會是關於香港的人。

## 電影作品
- 《綠洲》（2012）[4]
- 《仇》（2014）[4]
- 《少年》（2021）
- 《窄路微塵》（2022）

## 獎項
| 年份 | 頒獎典禮                    | 作品     | 獎項       | 結果 |
| ---- | --------------------------- | -------- | ---------- | ---- |
| 2021 | 第58屆金馬獎                | 少年     | 最佳新導演 | 提名 |
| 2021 | 第58屆金馬獎                | 少年     | 最佳剪輯   | 提名 |
| 2021 | 第58屆金馬獎                | 少年     | 奈派克獎   | 獲獎 |
| 2023 | 第29屆 香港電影評論學會大獎 | 窄路微塵 | 最佳導演   | 獲獎 |
| 2023 | 第41屆香港電影金像獎        | 窄路微塵 | 最佳新導演 | 提名 |
| 2023 | 第41屆香港電影金像獎        | 窄路微塵 | 最佳剪輯   | 提名 |

## 外部連結
- 林森在香港影庫上的簡介
- 林森在互联网电影资料库（IMDb）上的資料（英文）